# Mississippi Gulf Resort Classic
De Mississippi Gulf Resort Classic is een jaarlijks golftoernooi in de Verenigde Staten, dat deel uitmaakt van de Champions Tour. Het vindt sinds 2010 telkens plaats op de Fallen Oak Golf Club in Biloxi, Mississippi.
Het toernooi wordt gespeeld in een strokeplay-formule met drie ronden en er is geen cut.

## Geschiedenis
In 2010 werd het toernooi opgericht als de Mississippi Gulf Resort Classic en de eerste editie werd gewonnen door de Amerikaan David Eger. In 2010 en 2011 vond het toernooi plaats in de maand april en sinds 2012 in de maand maart.

## Winnaars
| Jaar | Winnaar       | Score | Score | Info |
| ---- | ------------- | ----- | ----- | ---- |
| 2010 | David Eger    | 205   | –11   |      |
| 2011 | Tom Lehman    | 200   | –16   |      |
| 2012 | Fred Couples  | 202   | –14   |      |
| 2013 | Michael Allen | 205   | –11   |      |
| 2014 | Jeff Maggert  | 205   | –11   |      |

| Toernooirecord |  | po = winnaar na play-off |